# Live and More (Donna Summer)
| Recensione       | Giudizio |
| ---------------- | -------- |
| AllMusic         |          |
| Robert Christgau | C        |

Live and More è il primo album dal vivo della cantautrice statunitense Donna Summer, pubblicato su vinile a 33 giri il 31 agosto 1978 dall'etichetta Casablanca.

## Tracce

### Lato A
Testi e musiche di Donna Summer, Giorgio Moroder e Pete Bellotte.
1. Once Upon a Time – 3:03
2. Fairy Tale High – 2:20
3. Faster and Faster to Nowhere – 2:09
4. Spring Affair – 2:34
5. Rumour Has It – 2:34
6. I Love You – 3:38

Durata totale: 16:18

### Lato B
Testi e musiche di Donna Summer, Giorgio Moroder e Pete Bellotte, tranne dove indicato.
1. Only One Man – 2:06 (Donna Summer, Bob Conti, Virgil Weber)
2. I Remember Yesterday – 3:52
3. Love's Unkind – 2:37
4. My Man Medley – 6:25
5. The Way We Were – 3:23 (Alan Bergman, Marilyn Bergman, Marvin Hamlisch)
6. Mimi's Song – 4:28 (Donna Summer, Virgil Weber)

Durata totale: 22:51

### Lato C
Testi e musiche di Donna Summer, Giorgio Moroder e Pete Bellotte, tranne dove indicato.
1. Try Me, I Know We Can Make It – 4:14
2. Love to Love You Baby – 3:23
3. I Feel Love – 6:54
4. Last Dance – 5:50 (Paul Jabara)

Durata totale: 20:21

### Lato D
Testi e musiche di Donna Summer, Giorgio Moroder e Pete Bellotte, tranne dove indicato.
1. Mac Arthur Park Suite – 17:39

Durata totale: 17:39
Con Keith Forsey.

## Classifiche
| Classifica (1978) | Posizione massima |
| ----------------- | ----------------- |
| Canada            | 2                 |
| Italia            | 8                 |
| Regno Unito       | 16                |
| Stati Uniti       | 1                 |
| Nuova Zelanda     | 4                 |

### Classifiche di fine anno
| Classifica (1978) | Posizione |
| ----------------- | --------- |
| Italia            | 39        |